# Kapbulbyl
Kapbulbyl (Pycnonotus capensis) är en fågel i familjen bulbyler inom ordningen tättingar. Fågeln är endemisk för södra och sydvästra Kapprovinsen i Sydafrika. IUCN kategoriserar arten som livskraftig.

## Systematik
År 1760 inkluderade den franska zoologen Mathurin Jacques Brisson den orangebröstade solfågeln i sin Ornithologie baserad på ett specimen insamlat på Godahoppsudden. Han använde då det franska namnet Le merle brun du Cap de Bonne Espérance och det latinska Merula Fusca Capitis Bonae Spei. Även om Brisson myntade ett latinskt namn så rättade sig denna beskrivning inte efter det binomiala systemet och erkänns därför inte av International Commission on Zoological Nomenclature. När Carl von Linné 1766 uppdaterade sin Systema Naturae för den tolfte upplagan, så lade han till 240 som nyligen beskrivits av Brisson, varav kapbulbyl var en, och myntade då namnet Turdus capensis. Artepitetet capensis refererar till Godahoppsudden. Idag placerar arten i släktet Pycnonotus som beskrevs 1826 av den tyska zoologen Friedrich Boie.
Kapbulbyl anses tillhöra en överart, det vill säga ett artkomplex, tillsammans med himalayabulbyl, vitkindad bulbyl, levantbulbyl, rödflikig bulbyl och trädgårdsbulbyl.

## Utbredning och habitat
Fågeln är endemisk för södra och sydvästra Kapprovinsen i Sydafrika där den häckar i kustnära buskmarker, öppen skog, trädgårdar och fynbos.

## Utseende
Kapbulbylen är 19–21 cm låg, framförallt mörkt brunsvart, med karaktäristisk vit ögonring och gul undre stjärttäckare. Den har en liten fjädertofs på hjässan. Den korat, raka näbben, benen och fötterna är svarta och iris är mörkbrun. Könen har liknande fjäderdräkt.
Arten är mycket mörkare än andra bulbyler i Sydafrika, och skiljs även på färgen på ögonringen och att buken är brun, medan de andra mörka bulbylerna har ljus buk. Den mörka buken är bästa sättet att identifiera juvenila kapbulbyler som saknar den vita ögonringen.

## Ekologi
Kapbulbylen är en vanlig och lättsedd fågel som gärna sitter och spanar högst upp i buskar. Den är aktiv och högljudd och observeras ofta i par eller små grupper när den födosöker efter frukt, nektar och inseter. Den häckar främst under sydra halvklotets vår, från september till november. Boet är tjockväggat och skålformat och placeras dolt i små träd eller buskage. I delar av sitt utbredningsområde parasiteras den av jakobinskatgök.

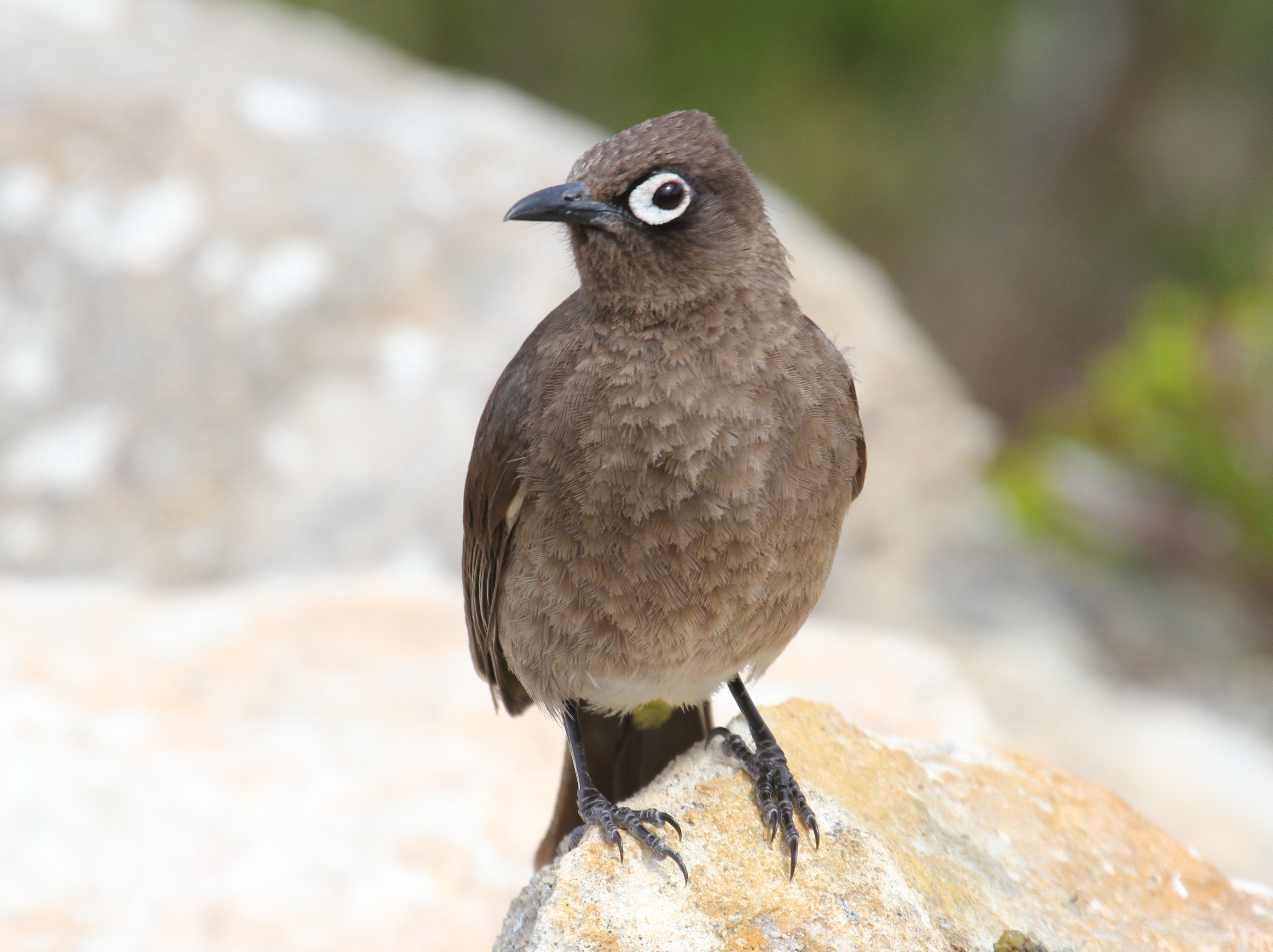
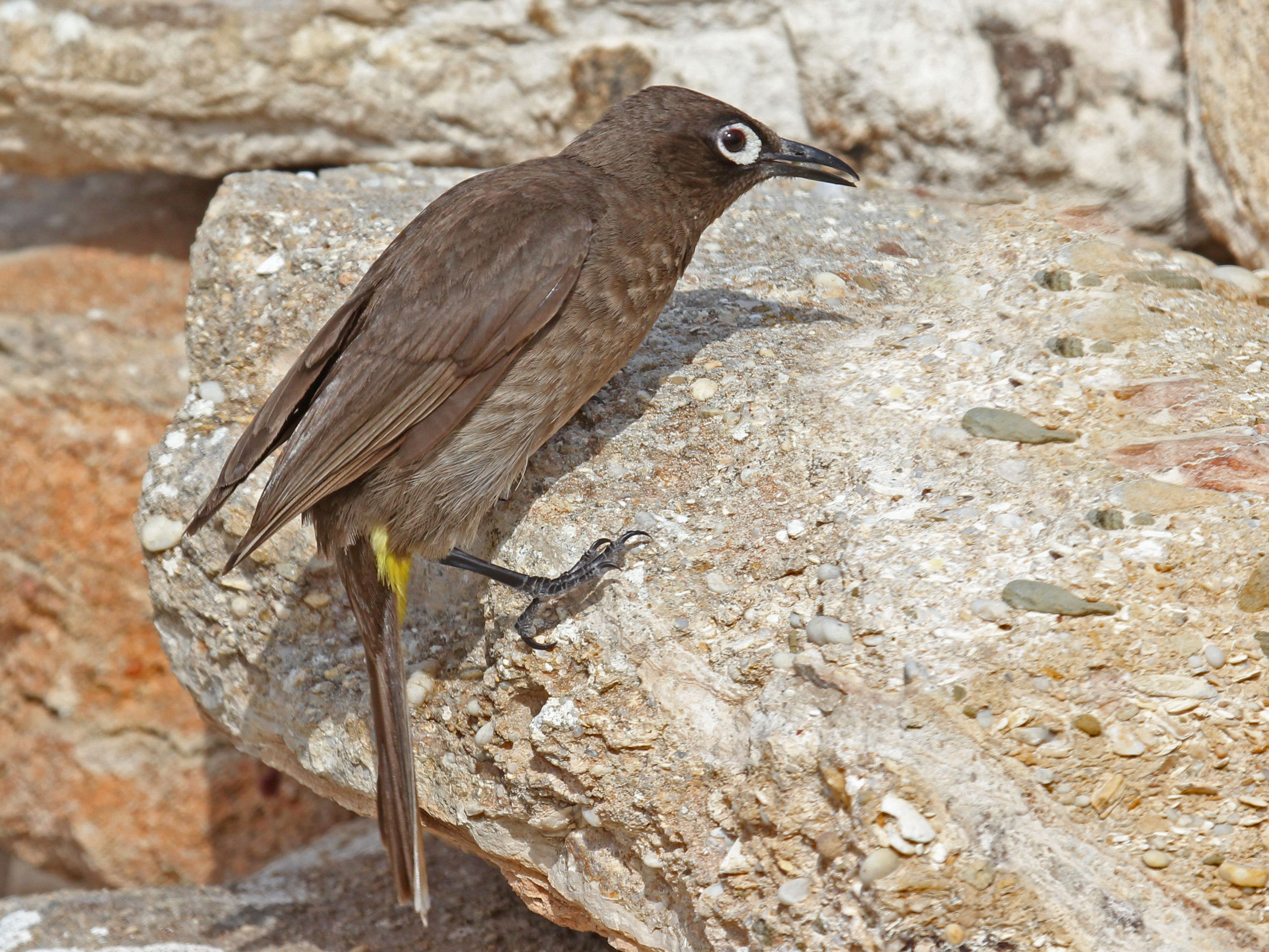
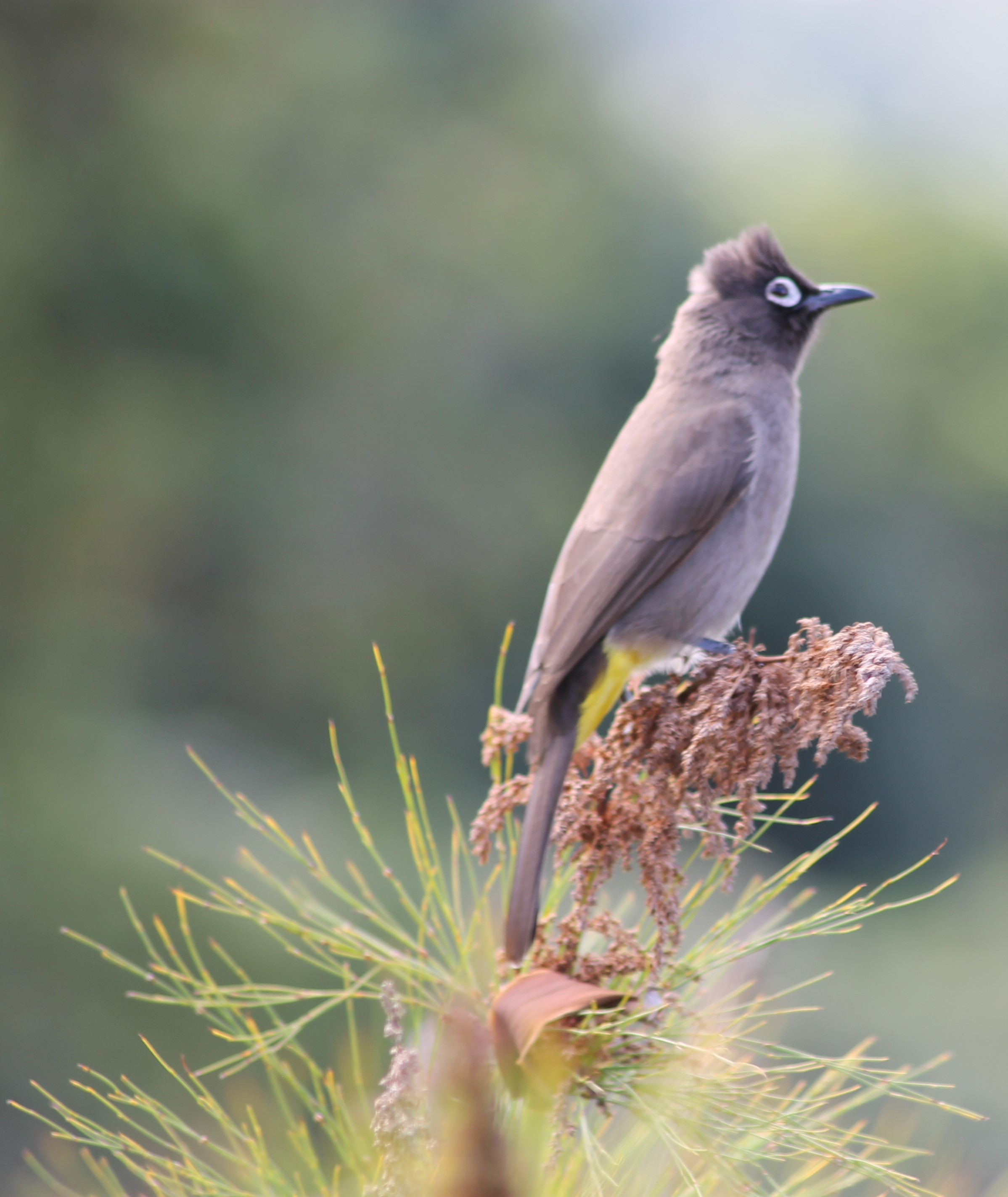